# 캐나다의 동성결혼

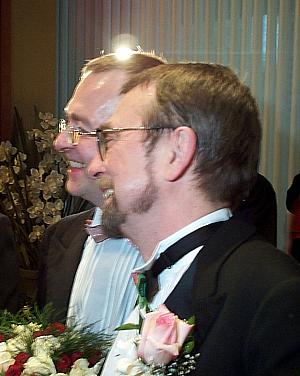

2005년 7월 20일 캐나다는 세계에서 4번째로, 아메리카 대륙에서는 첫번째로 동성결혼을 허용한 국가이다.
캐나다 국내에서 동성결혼이 처음으로 시작된 것은 2003년 법원의 판결에 따른 온타리오주이며, 곧 이어 10개 주 중 8개 주에서, 3개의 준주 중 1곳에서 법원의 판결 및 입법 과정을 통해 동성결혼이 가능해졌다. 캐나다 전역에서 동성결혼을 가능하게 만든 동성결혼법은 당시 캐나다의 총리였던 캐나다 자유당의 폴 마틴이 2005년 2월 1일에 입안하였으며, 2005년 6월 28일 캐나다 하원을, 2005년 7월 19일 상원을 통과하였고, 그 다음날 캐나다 총독을 통한 왕실의 재가를 받아 법으로 공포되었다. 곧 이어진 2006년 총선에서 승리한 캐나다 보수당은 동성결혼법에 문제를 재기하려 했으나 하원 투표에서 패하였다.

## 역사
1995년 공개적 동성애자였던 레알 메나르 의원이 동성간 시민결합 제도를 캐나다 의회에 제출하였지만 반대 124표, 찬성 52표로 부결되었다.
캐나다 의회에 동성결혼 법안을 처음으로 발의한 의원은 1998년 3월 25일 신민주당 소속의 스벤드 로빈슨이였다. 하지만 다수의 일반 의원에 의해 발의된 법안과 마찬가지로 1차 독회를 통과하지 못하였다.
한편 1999년 캐나다 의회는 결혼을 '남녀간'으로만 정의하는 동성결혼금지법을 통과시켰다.
2002년과 2003년 온타리오와 퀘벡, 브리티시컬럼비아 주 법원들은 결혼을 이성커플에게만 한정하는 현 동성결혼금지는 캐나다 헌법과 인권헌장을 위반한다는 판결을 내렸다. 하지만 각 법원들은 판결의 효력을 2년간 유예시켰고, 연방정부에서 관련 법을 개정하도록 요구하였다.
하지만 2003년 온타리오 항소법원은 동성결혼이 즉시 가능하도록 하는 판결을 내렸고, 온타리오 주대법원에서 확정되었으며, 본 소송의 원고였던 마이클 스타크와 마이클 레쉬너 커플이 캐나다에서 동성결혼을 한 첫 부부가 되었다. 이에 따라 토론토시는 동성커플에게도 결혼증명서를 발급하겠다고 발표하였고, 온타리오 주정부는 항소를 하지 않기로 결정하였다. 이 판결은 다른 주들에도 영향을 미처 곧 브리티시컬럼비아 주와 퀘벡 주, 유콘 준주, 매니토바주, 노바스코샤주, 서스캐처원주, 뉴펀들랜드 래브라도주의 소송들에서도 줄이어 동성결혼이 인정되었다.
2003년 자유당 정부는 동성결혼 허용을 위한 법안을 의회에 제출하기 전에 위헌적 요소가 있는지 대법원에 참고 질의하였다. 대법원의 답변에 따라 캐나다 총리 폴 마틴은 2004년 12월 9일 동성결혼을 합법화하겠다는 정부의 공식 입장을 밝혔으며, 2005년 2월 1일 C-38호 법안《Civil Marriage Act》을 공식적으로 의회에 제출하였다. 자유당과 신민주당, 퀘벡 블록 소속 의원 대다수는 동성결혼을 지지하였으나 보수당의 대다수 의원들은 반대하였다. 법안은 5월 4일 하원 2차 독회를, 6월 28일 하원 3차 독회를 각각 찬성 164표-반대 137표, 찬성 158표-반대 133표로 통과하였다. 상원은 7월 6일 2차 독회에서 찬성 32표-반대 12표, 7월 19일 3차 독회에서 찬성 47표-반대 21표로 가결하였다. 동성결혼허용법은 최종적으로 2005년 7월 20일 캐나다의 부총독인 비벌리 맥라클린의 손을 거쳐 재가를 받았다.

## 통계
온타리오 주가 캐나다에서 처음으로 동성결혼을 허용한 2003년 6월부터 2006년 8월까지 총 12,438건의 동성결혼이 신고되었다.
| 지역                      | 동성결혼이 합법화된 날짜 | 동성결혼 |
| ------------------------- | ------------------------ | -------- |
| 온타리오 주               | 2003년 6월 10일          | 6,524    |
| 브리티시컬럼비아 주       | 2003년 7월 8일           | 3,927    |
| 퀘벡 주                   | 2004년 3월 19일          | 947      |
| 앨버타 주                 | 2005년 7월 20일          | 409      |
| 노바스코샤 주             | 2004년 9월 24일          | 273      |
| 매니토바 주               | 2004년 9월 16일          | 193      |
| 서스캐처원 주             | 2004년 11월 5일          | 83       |
| 뉴브런즈윅 주             | 2005년 6월 23일          | 44       |
| 뉴펀들랜드 래브라도 주    | 2004년 12월 21일         | 14       |
| 유콘 준주                 | 2004년 7월 14일          | 13       |
| 프린스에드워드아일랜드 주 | 2005년 7월 20일          | 8        |
| 노스웨스트 준주           | 2005년 7월 20일          | 2        |
| 누나부트 준주             | 2005년 7월 20일          | 1        |

## 여론
2012년 포럼 리서치의 조사에서 캐나다인 중 66.4%가 동성결혼에 찬성하는 것으로 나타났다. 지역별로 찬성 여론은 퀘벡 주(72%)와 브리티시컬럼비아 주(70.2%)에서 가장 높게 나왔고, 앨버타 주(45.6%)에서 가장 낮게 조사되었다.
2013년 5월 Ipsos에서 16개국을 대상으로 한 여론 조사에 따르면 캐나다의 응답자 중 63%가 동성결혼에 찬성하였다.